# تانگو (فیلم ۱۹۹۸)
تانگو (اسپانیایی: Tango, no me dejes nunca‎) یک فیلم موزیکال و درام به کارگردانی کارلوس سائورا است که در سال ۱۹۹۸ منتشر شد.